# Poa venosa
Poa venosa är en gräsart som beskrevs av Jason Richard Swallen. Poa venosa ingår i släktet gröen, och familjen gräs. Inga underarter finns listade i Catalogue of Life.